# Conny Fabry
Conny Fabry, artiestennaam van Christiane Truyens (Heusden-Zolder, 1 februari 1952), is een voormalige Vlaamse zangeres. Zij werd vooral bekend als vertolker van Nederlandstalige coverversies van anderstalige nummers. Ze is getrouwd geweest met Danny Fabry, met wie ze veel duetten zong.

## Biografie
Al op jonge leeftijd nam Conny deel aan verschillende zangwedstrijden. Onder de naam Suzy bracht ze in 1975 haar eerste singletjes uit, waaronder 'n Leven zonder jou, dat als themalied fungeerde voor de film Verbrande Brug. Nadat ze Danny Fabry leerde kennen, ging ze met hem een intensieve samenwerking aan en veranderde haar artiestennaam in Conny Fabry. In de zomer van 1983 scoorde ze haar eerste grote succes met We've got to stop, dat in 1964 al eens een hit was geweest in de versie van Liliane Saint-Pierre. Eind 1983 volgde een nog grotere hit met Love me again, een duet met Danny Fabry. Eind 1985 traden Conny en Danny in het huwelijk en ze kregen samen een dochter.
Vanaf 1985 was Conny Fabry jarenlang een van de populairste zangeressen van Vlaanderen. In de Vlaamse Top 10 scoorde ze zeven nummer 1-hits op rij, waaronder Zo is het leven (C'est la vie) (1985, met Danny Fabry), Koningin voor een nacht (1985, een bewerking van Queen for Tonight van Helen Shapiro), Wat zijn mijn tranen waard (1986), Ik wil met jou (alles overdoen) (1987) en Hoe moet ik verder zonder jou (1988). In 1989 volgden nog twee grote hits met Jij gekke mama (een bewerking van Viva la mamma van Edoardo Bennato) en Je krijgt het (een bewerking van You got it van Roy Orbison). Begin jaren negentig kwam er aan het huwelijk tussen Conny en Danny een eind.
Na het overlijden van haar manager laste Conny Fabry twee rustjaren in. Haar laatste album, Tussen twee harten, verscheen in 1998. Daarna nam ze afscheid van het podium. Ze baatte enkele jaren een taverne uit in Zolder en volgde een opleiding tot rijinstructeur. Nadien werkte ze als cipier; eerst in de gevangenis van Antwerpen, maar om het dagelijkse pendelen wat aangenamer te maken vroeg ze haar overplaatsing naar Leuven Centraal aan.
Conny Fabry stond sporadisch nog in de schijnwerpers. Zo diende ze in 2004 een klacht in bij de Raad voor de Journalistiek tegen Dag Allemaal omdat dit weekblad onterecht een interview met haar, over haar privéleven, gepubliceerd had. De klacht werd gegrond geacht, hoewel in de uitspraak ook werd gesteld dat ze als vroegere vedette begrip moet hebben voor aandacht voor haar persoon. In januari 2022 gaf Conny nog een kort interview op radiozender Joe.

## Discografie[3]

### Albums
- Zo is het leven (1985, met Danny Fabry)
- Het zijn allemaal maar praatjes (1987, met Danny Fabry)
- Hier zijn we dan (1988, met Danny Fabry)
- Een leven vol muziek (1990, met Danny Fabry) (verzamelalbum)
- Conny & Danny Fabry (1992, met Danny Fabry) (verzamelalbum)
- Zonder jou (1993, met Danny Fabry) (verzamelalbum)
- Tussen twee harten (1998)
- Goud van hier (2009, met Danny Fabry) (verzamelalbum)

### Singles
- Doe het licht maar uit (1975, als Suzy)
- 'n Leven zonder jou (1975, als Suzy) (Thema uit de film Verbrande Brug)
- We've got to stop (1983)
- Love me again (1983, met Danny Fabry)
- Mama... he's making eyes at me! (1984)
- Zo is het leven (C'est la vie) (1985, met Danny Fabry) (Nr. 1 in de Vlaamse Top 10)
- Koningin voor een nacht (1985, met de D.F. Band) (Nr. 1 in de Vlaamse Top 10)
- Het zijn allemaal maar praatjes (1986, met Danny Fabry) (Nr. 1 in de Vlaamse Top 10)
- Wat zijn mijn tranen waard (1986) (Nr. 1 in de Vlaamse Top 10)
- Trouw (1987, met Danny Fabry) (Nr. 1 in de Vlaamse Top 10)
- Ik wil met jou (alles overdoen) (1987) (Nr. 1 in de Vlaamse Top 10)
- Hoe moet ik verder zonder jou (1988) (Nr. 1 in de Vlaamse Top 10)
- Je krijgt het (1989) (Nr. 5 in de Vlaamse Top 10)
- Jij gekke mama (1989) (Nr. 6 in de Vlaamse Top 10)
- Conny's medley ('k Ga dansen) (1990) (Nr. 8 in de Vlaamse Top 10)
- Ik wil je hier vannacht (1990)
- Zonder jou (1991, met Danny Fabry) (Nr. 9 in de Vlaamse Top 10)
- De wereld is leeg zonder jou (1991)
- Lief, blond, knap en zo mooi als op tv (1991)
- Op de purp'ren hei (1991, met Danny Fabry)
- Diep in m'n hart (1993)
- Alles wat jij bent (1994)
- (Ooh aah) Ja zo wil ik het! (1996)
- Tranen in je ogen (1997)
- Playa Blanca - een paradijs (1997)

### Hitnoteringen
| Single met hitnotering(en) in de Vlaamse Ultratop 50 | Datum van verschijnen | Datum van binnenkomst | Hoogste positie | Aantal weken | Opmerkingen      |
| ---------------------------------------------------- | --------------------- | --------------------- | --------------- | ------------ | ---------------- |
| We've got to stop                                    | 1983                  | 02-07-1983            | 14              | 10           |                  |
| Love me again                                        | 1983                  | 17-12-1983            | 9               | 10           | met Danny Fabry  |
| Zo is het leven (C'est la vie)                       | 1985                  | 06-07-1985            | 26              | 4            | met Danny Fabry  |
| Koningin voor een nacht                              | 1985                  | 14-12-1985            | 29              | 1            | met de D.F. Band |